# Dušan Mandić
Dušan Mandić (né le 16 juin 1994 à Kotor au Monténégro) est un joueur de water-polo serbe, champion olympique en 2016 et 2024 et médaillé de bronze aux Jeux olympiques de Londres en 2012.

## Biographie
Dušan Mandić a fait partie de l'équipe nationale junior du Monténégro avant d'opter pour la Serbie. 
Il a été élu meilleur joueur de la Ligue mondiale 2015. 
Il joue pour le Partizan de Belgrade.
En juillet 2024, il est nommé porte-drapeau de la délégation de Serbie aux Jeux olympiques d'été de 2024 en compagnie de la joueuse de volley-ball Maja Ognjenović.

## Palmarès

### En sélection
- Serbie
  - Jeux olympiques :
    - Médaille d'or : 2016.
    - Médaille de bronze : 2012.

  - Championnat du monde
    - Vainqueur : 2015.

  - Coupe du monde :
    - Vainqueur : 2014.

  - Ligue mondiale :
    - Vainqueur : 2013, 2014, 2015 et 2016.
    - Troisième : 2009.

  - Championnat d'Europe :
    - Vainqueur : 2014 et 2016.